# Queienfeld
Queienfeld este o comună din landul Turingia, Germania.